# Лукьяновка (Брянская область)
Лукьяновка — посёлок в Клинцовском районе Брянской области России. Входит в состав Коржовоголубовского сельского поселения.

## География
Посёлок находится в юго-западной части Брянской области, в зоне хвойно-широколиственных лесов, на левом берегу реки Унечи, к западу от автодороги 15К-1304, на расстоянии примерно 4 километров (по прямой) к северо-востоку от города Клинцы, административного центра района. Абсолютная высота — 148 метров над уровнем моря.
История
Упоминается с конце XIX века как хутор Лукьянов (др. назв. - Корнеев); входил в Голубовскую волость. До 1930-х гг. во Вьюнском сельском совете, затем до 1974 в Сосновском (Гнилушском) сельском совете. 

### Климат
Климат характеризуется как умеренно континентальный, с тёплым летом и умеренно холодной снежной зимой. Среднегодовая многолетняя температура воздуха составляет 5,1 °С. Средняя температура воздуха самого тёплого месяца (июля) — 18,1 °C (абсолютный максимум — 38 °C); самого холодного (января) — −9,1 °C (абсолютный минимум — −42 °C). Безморозный период длится в среднем 153 дня. Среднегодовое количество атмосферных осадков составляет 599 мм, из которых большая часть выпадает в тёплый период. Снежный покров держится в течение 108 дней.

### Часовой пояс
Посёлок Лукьяновка, как и вся Брянская область, находится в часовой зоне МСК (московское время). Смещение применяемого времени относительно UTC составляет +3:00.

## Население
| 2010 | 2013 |
| ---- | ---- |
| 24   | ↗27  |

### Национальный состав
70 человек (2026), 28 человек (2002), 24 человек (2010), 27 человек (2013), 20 человек (2017), 16 человек (2021).
Будет упразднен как фактически не существующий в связи с переселением всех жителей на постоянное место жительства в другие населённые пункты.